# マフカ 森の歌
『マフカ 森の歌』（マフカ もりのうた、ウクライナ語: Мавка: Лісова пісня）は、レーシャ・ウクライーンカ作の詩劇『森の歌』とスラヴ神話のマフカに着想を得たウクライナの3Dアニメーション映画。
作品の制作は2019年の新型コロナの世界的流行、外出制限・封鎖。さらに2022年から始まったロシアのウクライナ侵攻と困難を極めた中、2023年3月2日にウクライナで劇場公開された。
作品はウクライナ映画史上最高の映画100選に選ばれた。

## ギャラリー

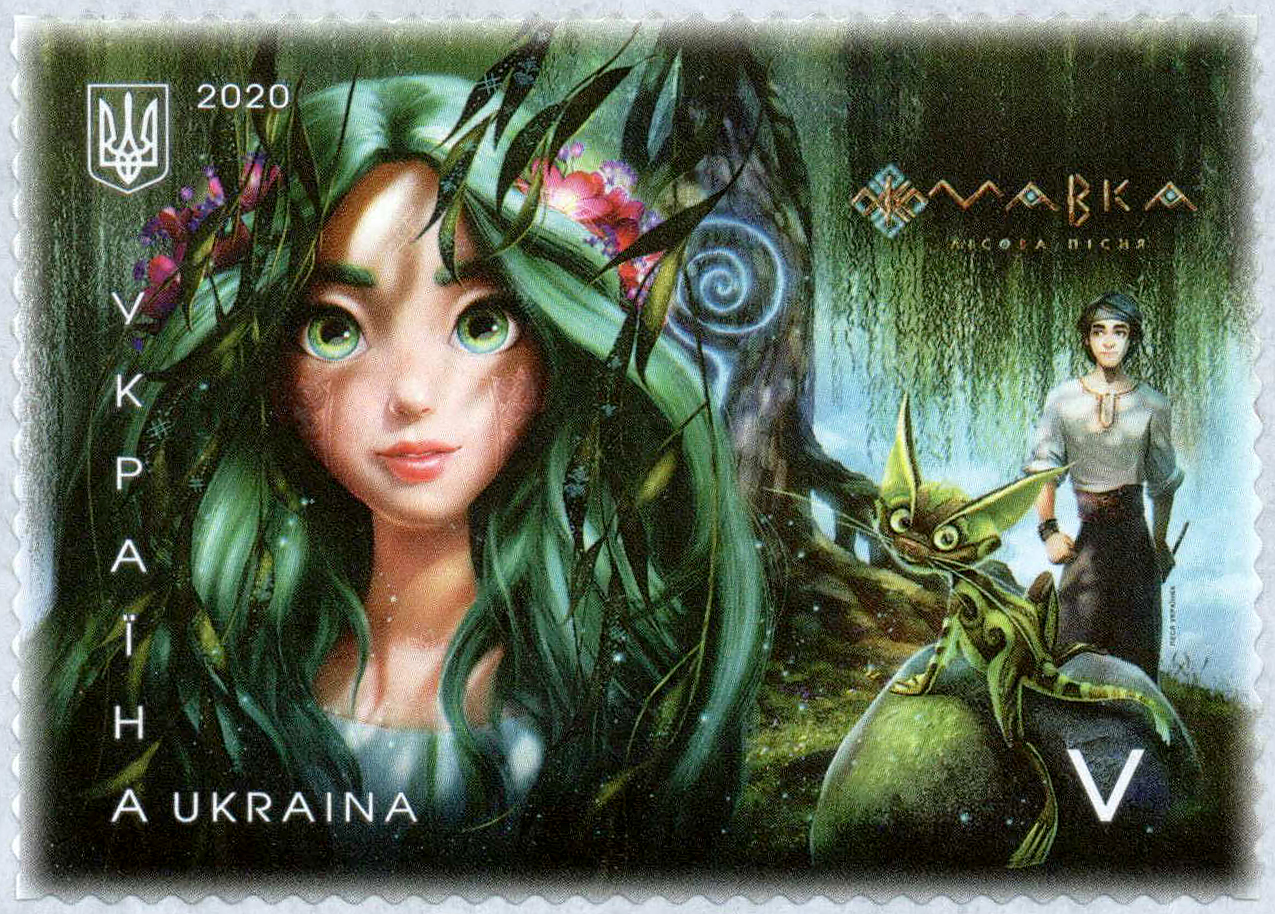
2020年のウクライナの切手（ウクライナ語版）
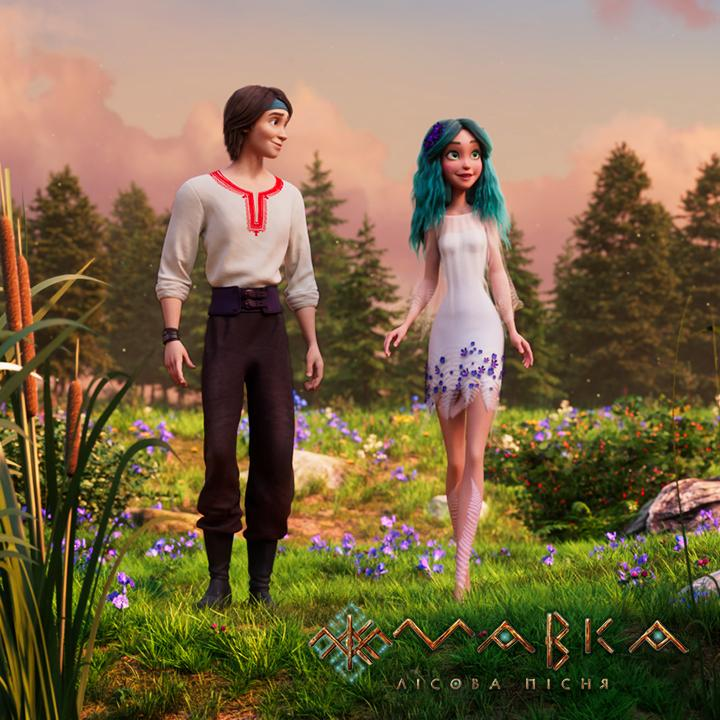
一場面マフカとルカシュ
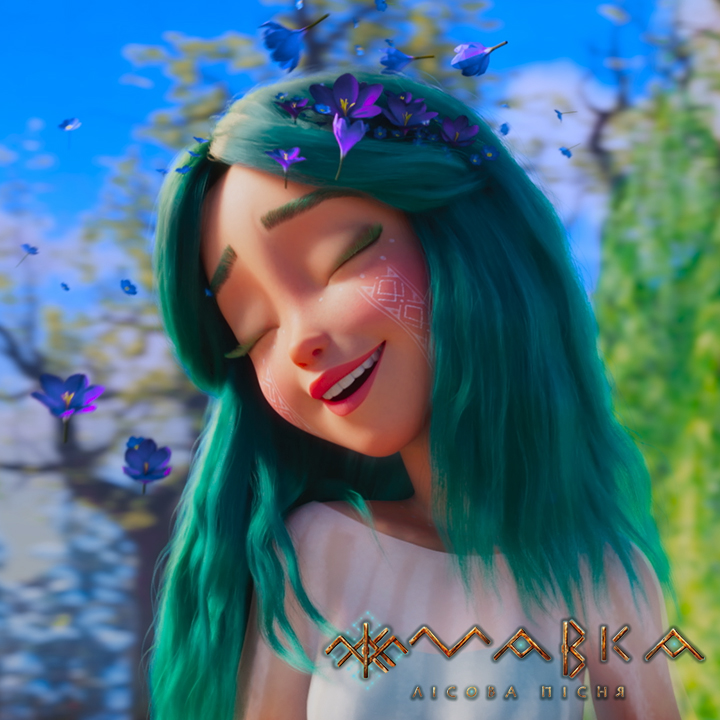
一場面
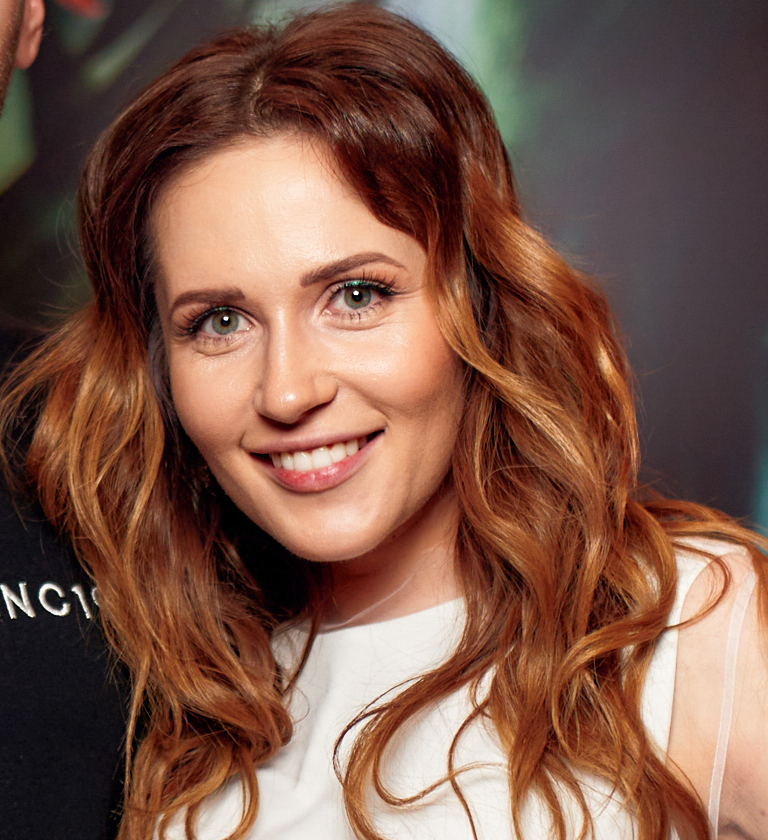
マフカ:(声)ナタリア・デニセンコ
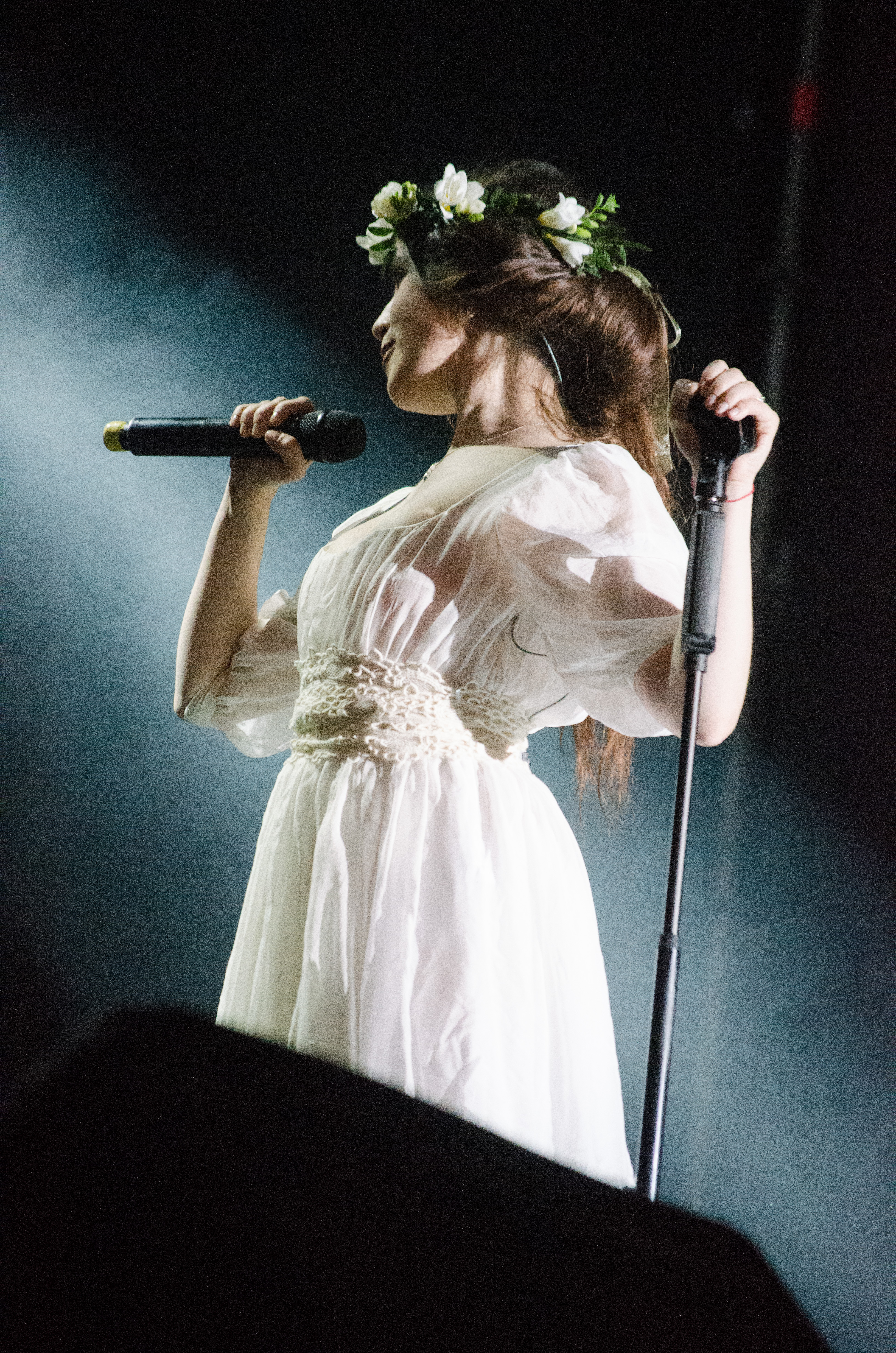
マフカの歌担当者フリスティナ・ソロヴィ
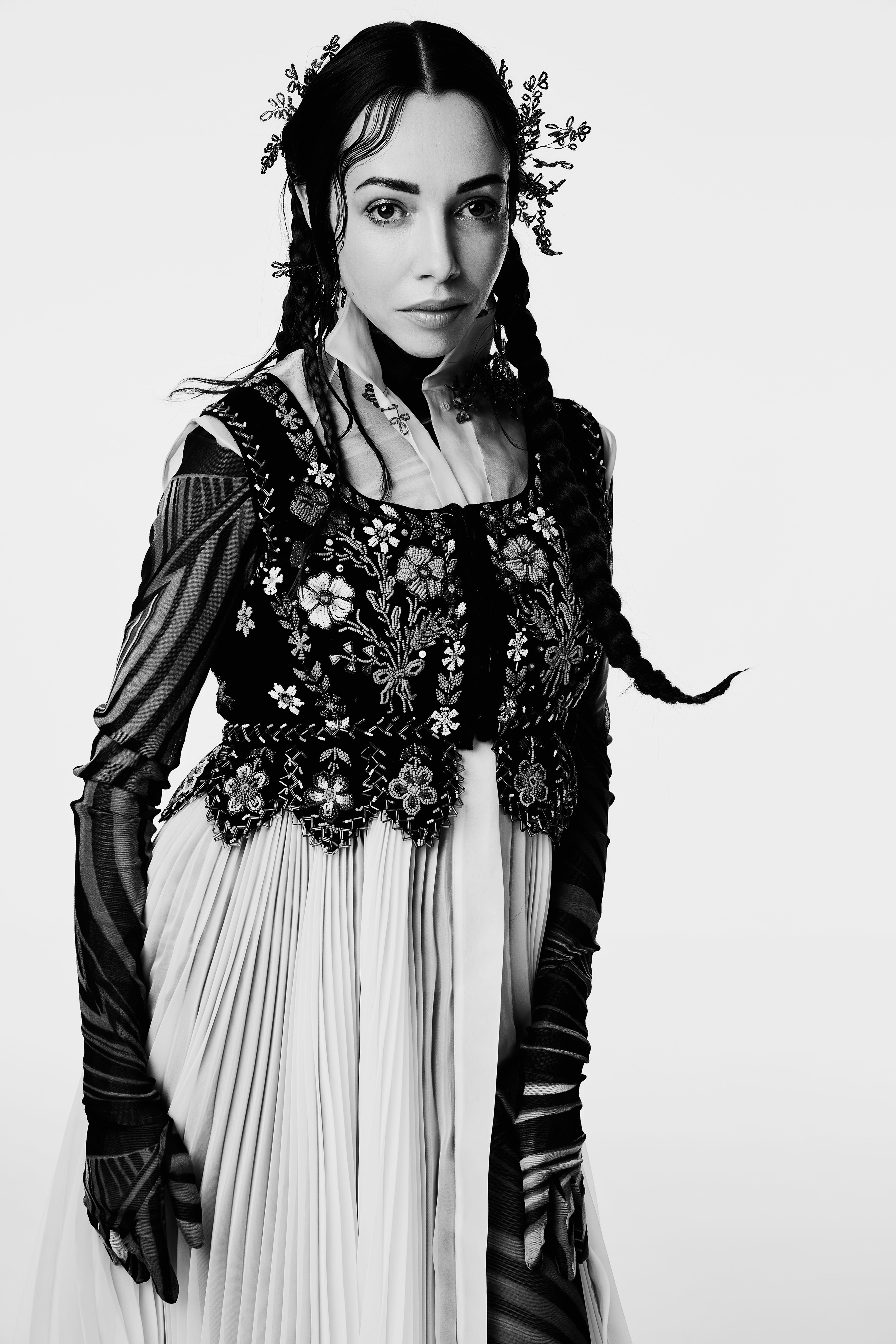
（マフカの動きと表情)カテリナ・クハル
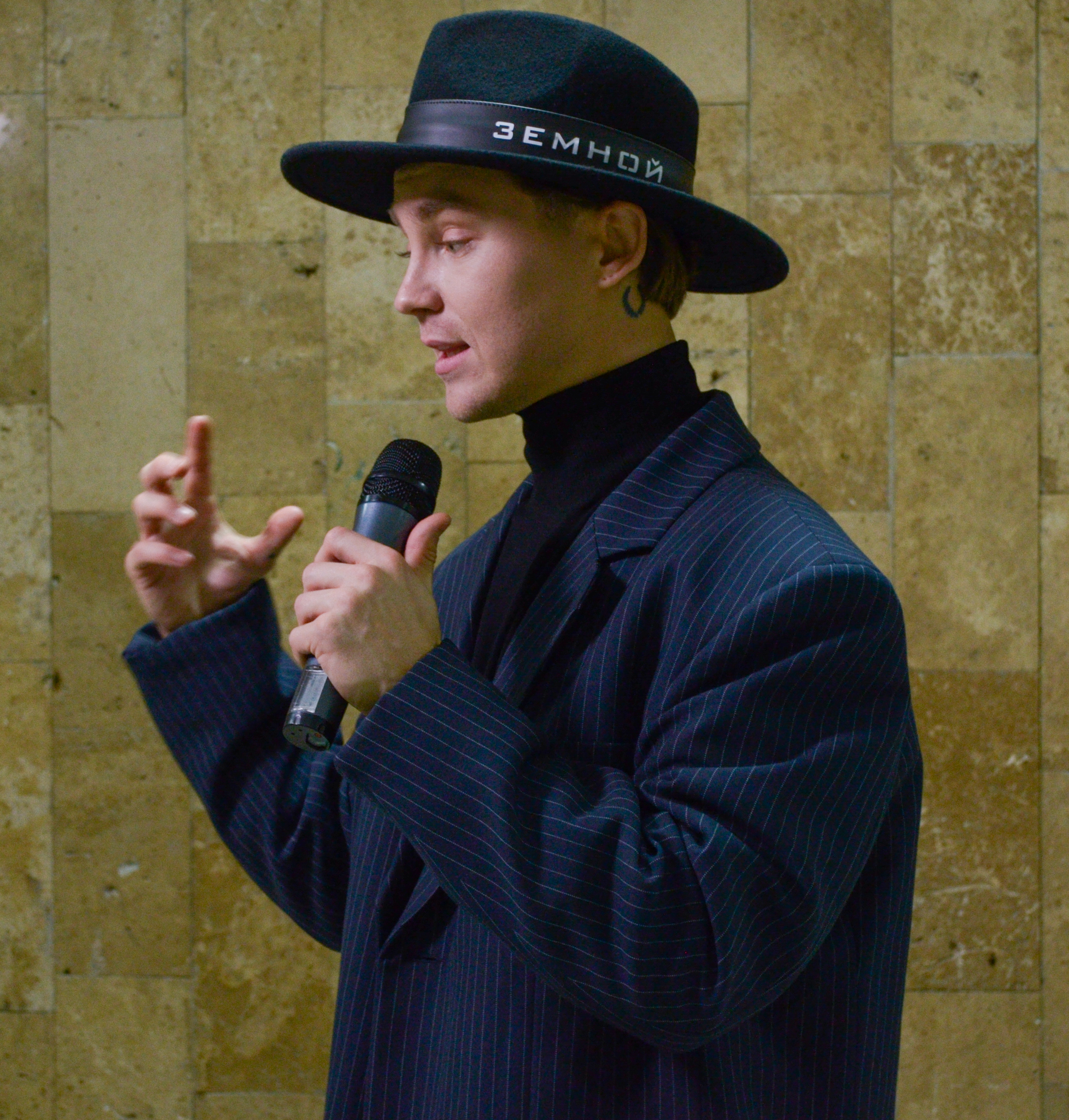
ルカシュ（声）:アルテム・ピヴォヴァロフ

## 声の出演
- ナレーター: ニーナ・マトヴィエンコ
- マフカ:ナタリア・デニセンコ（舞台、映画女優、声優）
- ルカシュ:アルテム・ピヴォヴァロフ（歌手、ユナ (音楽賞)（英語版））
- キリナ:エレナ・クラベッツ（英語版）（女優）
- フロル:セルゲイ・プリトゥラ（英語版）（俳優出身の政治家）
- ヒーラー:ナタリア・サムスカ（英語版）（女優、ウクライナ人民芸術家、シェフチェンコ国民賞（英語版））
- 村の音楽家:ダハ・ブラハ（民族音楽バンド）
- ハッシュ:ミハイロ・コーマ（英語版）（歌手、俳優、ウクライナの功労芸術家、サッカー ウクライナ代表チーム（英語版）の大使）
- オンディナ:ユリア・サニナ（ロックバンド、ザ・ハードキスのリード・ボーカル）
- 岩に座る者:オーレー・スクリプカ（英語版）（ロックバンド、Vopli Vidopliassova（英語版）のリーダー）
- さまざまな女性役:カテリナ・オサドチャ（英語版）（テレビ司会者）